# Algebra di Jordan
In algebra astratta un'algebra di Jordan è un'algebra su campo, non necessariamente associativa i cui prodotti soddisfano i seguenti assiomi:
1. {\displaystyle xy=yx} (proprietà commutativa);
2. {\displaystyle (xy)(xx)=x(y(xx))} (identità di Jordan);

Il prodotto di due elementi x e y in un'algebra di Jordan è anche indicato con x ∘ y, in particolare per evitare confusione con il prodotto di una algebra associativa collegata.
Le algebre di Jordan furono introdotte per la prima volta da Pascual Jordan nel 1933 per formalizzare la nozione di algebra di un'osservabile in meccanica quantistica.

## Algebre di Jordan speciali
Data un'algebra associativa A (che non sia di caratteristica 2), si può costruire un'algebra di Jordan A+ usando la sottostante operazione di somma nello spazio vettoriale. Un'algebra associativa è un'algebra di Jordan se e solo se è commutativa, nel caso in cui non sia commutativa è possibile definire una nuova operazione di moltiplicazione su A e renderla commutativa e quindi costruire un'algebra di Jordan. La nuova moltiplicazione x ∘ y è definita come segue:
{\displaystyle x\circ y={xy+yx \over 2}.}
Questo definisce un'algebra di Jordan  A+  e queste algebre, così come ogni sottoalgebra di queste algebre sono dette algebre di Jordan speciali. Tutte le altre algebre di Jordan sono dette algebre di Jordan eccezionali. Il teorema di Shirshov-Cohn afferma che ogni algebra di Jordan con due generatori è speciale. Collegato a questo il teorema di Macdonald afferma che ogni polinomio in tre variabili, che abbia grado uno in una delle variabili e che si annulli in ogni algebra di Jordan speciale si annulla in ogni algebra di Jordan.

### Algebre di Jordan hermitiane
Sia (A, σ)  con (anti-involuzione) σ, se σ(x)=x e σ(y)=y allora:
{\displaystyle \sigma (xy+yx)=xy+yx.}
Quindi l'insieme di tutti gli elementi fissati dall'involuzione (talvolta detti elementi hermitiani) formano una sottoalgebra di  A+ (talvolta indicata con HA,σ).

## Esempi
- L'insieme delle matrici autoaggiunte reali, (complesse o quaternioniche) con l'operazione di moltiplicazione:

{\displaystyle (xy+yx)/2}
forma un'algebra di Jordan speciale.
- L'insieme delle matrici autoaggiunte 3×3 sugli ottetti non associativi, ancora con la moltiplicazione

{\displaystyle (xy+yx)/2},
è una algebra di Jordan eccezionale di dimensione 27. Il suo gruppo degli automorfismi è legato al gruppo di Lie eccezionale F4. Dato che sui reali questa è l'unica algebra di Jordan eccezionale essa è talvolta chiamata l'algebra di Jordan eccezionale (al singolare). È stato il primo esempio di algebra di Albert.

## Vedere anche
- Sistema triplo di Jordan
- Coppia di Jordan